# Luis Julio
Luis Alejandro Julio Torres (Caracas, 6 dicembre 1980) è un cestista venezuelano con cittadinanza colombiana.

## Carriera
Con il Venezuela ha disputato due edizioni dei Campionati americani (2003, 2005).